# Невероятная история жизни барона Фридриха фон дер Тренка
Невероятная история жизни барона Фридриха фон дер Тренка (нем. Die merkwürdige Lebensgeschichte des Friedrich Freiherrn von der Trenck) — телевизионный фильм (мини-сериал), снятый немецким режиссёром Фрицем Умгельтером, и выпущенный в 1973 году. Оригинальная версия состояла из шести серий, для показа в 2007 году на телеканале ZDF сериал был перемонтирован в пятисерийной версии. Достоинством картины является игра актёра Маттиаса Хабиха в главной роли.

## Сюжет
Исторической основой для сериала послужила жизнь прусского офицера и авантюриста XVIII века Фридриха фон дер Тренка, рассказанная им самим в многотомной автобиографии. Молодой офицер поступает на службу к королю Фридриху II и завоёвывает его расположение, которым жертвует ради любви его сестры, принцессы Амалии. Оказавшись заточённым в крепости, герой одиннадцать месяцев спустя устраивает побег, после которого проходит через самые разные трудности и испытания в Австрии, России, Франции и Пруссии. В фильме присутствуют батальные сцены Войны за австрийское наследство. Действие сериала охватывает период 1740—1794 гг.
Вторая половина XVIII столетия показана в сериале как эпоха разлома между умирающей абсолютной монархией и зарождающейся демократией — двумя мирами, на границе которых разворачиваются приключения главного героя. Индивидуалистическая натура фон дер Тренка также двузначна, сочетая в себе очевидный эгоизм и жажду свободы и справедливости.

## В ролях
- Маттиас Хабих — Фридрих фон дер Тренк
- Рольф Беккер — прусский король Фридрих II
- Альф Мархольм — генерал-адъютант
- Николетта Макиавелли — Амалия, сестра Фридриха II
- Эльфрида Рамхапп — Мария-Терезия
- Тереза Риччи — Генриетта
- Курт Мейстрик — маршал Даун
- Гарри Хардт — генерал Винтерфельдт
- Курт Яггберг — советник Сетто
- Жан Клодио — канцлер Бестужев
- Луми Якобеско — мадам Бестужева
- Карл Вальтер Дисс — граф Бернес
- Марио Эрпичини — ротмистр Ящинский
- Франсуа Жобер — лейтенант Рохов
- Даниэла Джордано — баронесса Лазар
- Рейнхард фон Хахт — лейтенант фон Шелл
- Берт Фортелл — Абрамсон
- Карл-Хайнц фон Хассель — капитан Калиновский
- Михаэль Хинц — старший лейтенант Николай
- Харальд Дитль — майор фон Ду
- Уилфрид Клаус — лейтенант Редер
- Фолькерт Краефт — Шметтау
- Глауко Онорато — Франц фон дер Тренк
- Хайнц Вайс — герцог Вюртембергский
- Скай Дюмон — лейтенант фон Притвиц
- Бернд Шефер — майор Хелм
- Жорж Клесс — капитан Сандей
- Вольф Ричардс — полковник Брукхаузен
- Дьёрдь Гонда мл.
- Адольф Циглер

## Съёмочная группа
Режиссёр: Фриц Умгельтер.

Продюсер: Гельмут Пигге.

Сценарист: Леопольд Альсен.

Операторы: Гернот Ролл, Йозеф Вильсмайер.

Редакторы: Дороти Маас, Хильва фон Боро.

Дизайнер производства: Вольфганг Хундхаммер.

Дизайнер по костюмам: Ильзе Дюбуа.

Гримёры: Йонас Мюллер, Макс Рауффер, Клара Вальцель.

Менеджеры производства:
Richard Deutsch, Клаус Гётцлер, Йожеф Дьерфи, Курт Рендель, Петер Зенк, Ян Кадлец.

Ассистент режиссёра: Пиа Рихтер-Хаазер, János Szücs, Владимир Зеленка.

Звукорежиссёры: Кристиан Шуберт, Harry Hamela, Милослав Хурка.

Специалисты по спецэффектам: Карл Баумгартнер, Dieter Ortmeier.

## Организации принявшие участие в производстве фильма
- Bavaria Atelier
- Управление французского радиовещания и телевидения (Office de radiodiffusion-télévision française)
- RAI (Radiotelevisione Italiana)
- ZDF (Zweites Deutsches Fernsehen)
- Österreichischer Rundfunk (ORF)
- CompaniesTheaterkunst

### Распространение
Официальным дистрибьютером по прокату фильма является компания Studio Hamburg Enterprises (2014, Германия, DVD).